# Campionati africani di ciclismo su strada - Corsa in linea maschile Under 23
La Corsa in linea maschile Under 23 è uno degli eventi disputati durante i Campionati africani di ciclismo su strada. Per la prima volta fu corsa nel 2008. 

## Albo d'oro
Aggiornato all'edizione 2023.
| Anno | Vincitore              | Secondo                     | Terzo              |
| ---- | ---------------------- | --------------------------- | ------------------ |
| 2008 | Hichem Chaabane        | Daniel Teklehaimanot        | Redouane Chabaane  |
| 2009 | Lotto Petrus           | Reinardt Janse van Rensburg | Adrien Niyonshuti  |
| 2010 | Daniel Teklehaimanot   | Reinardt Janse van Rensburg | Natnael Berhane    |
| 2011 | Natnael Berhane        | Tesfay Abraha               | Youcef Reguigui    |
| 2012 | Natnael Berhane        | Hamza Merdj                 | Songezo Jim        |
| 2013 | Tesfom Okbamariam      | Merhawi Kudus               | Janvier Hadi       |
| 2014 | non disputata          | non disputata               | non disputata      |
| 2015 | Jayde Julius           | Merhawi Kudus               | Temesgen Buru      |
| 2016 | Amanuel Gebrezgabihier | Jean Cloude Uwizeye         | Nassim Saidi       |
| 2017 | Meron Abraham          | Ahmed Galdoune              | Joseph Areruya     |
| 2018 | Joseph Areruya         | Henok Mulubrhan             | Didier Munyaneza   |
| 2019 | Henok Mulubrhan        | Yacine Hamza                | Paul Daumont       |
| 2020 | non disputata          | non disputata               | non disputata      |
| 2021 | Travis Barrett         | Ayoub Sahiri                | Jean Eric Habimana |
| 2022 | Hamza Amari            | Muhammed Amine Nhari        | Tiano Da Silva     |
| 2023 | Renus Byiza Uhiriwe    | Aklilu Arefayne             | Hamza Amari        |

## Medagliere
| Pos.   | Nazione      | Oro | Argento | Bronzo | Totale |
| ------ | ------------ | --- | ------- | ------ | ------ |
| 1      | Eritrea      | 7   | 6       | 1      | 14     |
| 2      | Algeria      | 2   | 4       | 4      | 10     |
| 3      | Sudafrica    | 2   | 2       | 2      | 6      |
| 4      | Ruanda       | 2   | 1       | 5      | 8      |
| 5      | Namibia      | 1   | 0       | 0      | 1      |
| 6      | Marocco      | 0   | 1       | 0      | 1      |
| 7      | Etiopia      | 0   | 0       | 1      | 1      |
| 7      | Burkina Faso | 0   | 0       | 1      | 1      |
| Totale | Totale       | 14  | 14      | 14     | 42     |